# Ghiacciaio Coley
Il ghiacciaio Coley è un ghiacciaio lungo circa 9 km situato sull'isola di James Ross, davanti alla costa orientale della penisola Trinity, l'estremità settentrionale della Terra di Graham, in Antartide. Assieme al ghiacciaio Coley Nord e al ghiacciaio Coley Sud, il ghiacciaio Coley fa parte di un sistema di tre ghiacciai tutti localizzati all'interno di un ripido circo glaciale, dove sono separati da speroni rocciosi, sito nella parte orientale dell'isola; qui i tre ghiacciai fluiscono rispettivamente verso sud-est, verso nord-est e verso est fino a entrare nel golfo Erebus e Terror, poco a ovest di punta Gage.

## Storia
Così come l'intera isola di James Ross, il ghiacciaio Coley è stato cartografato per la prima volta nel corso della Spedizione Antartica Svedese, condotta dal 1901 al 1904 al comando di Otto Nordenskjöld, tuttavia esso è stato così battezzato solo in seguito dal Comitato britannico per i toponimi antartici in onore di John A. Coley, membro della squadra meteorologica del British Antarctic Survey, allora chiamato "Falklands Islands Dependencies Survey", di stanza presso la stazione di  baia Speranza nel periodo 1952-53.